# Torneo di Wimbledon 1927
Il Torneo di Wimbledon 1927 è stata la 47ª edizione del Torneo di Wimbledon e terza prova stagionale dello Slam per il 1927. Si è giocato sui campi in erba dell'All England Lawn Tennis and Croquet Club di Wimbledon a Londra in Gran Bretagna. Il torneo ha visto vincitore nel singolare maschile il francese Henri Cochet che ha sconfitto in finale in 5 set il connazionale Jean Borotra con il punteggio di 4–6 4–6 6–3 6–4 7–5. Nel singolare femminile si è imposta la statunitense Helen Wills Moody che ha battuto in finale in 2 set la spagnola Lilí de Álvarez. Nel doppio maschile hanno trionfato Frank Hunter e Bill Tilden, il doppio femminile è stato vinto dalla coppia formata da Helen Wills Moody e Elizabeth Ryan e nel doppio misto hanno vinto Elizabeth Ryan con Frank Hunter.

## Risultati

### Singolare maschile
Henri Cochet hanno battuto in finale  Jean Borotra con il punteggio di 4–6 4–6 6–3 6–4 7–5

### Singolare femminile
Helen Wills Moody hanno battuto in finale  Lilí de Álvarez con il punteggio di 6–2, 6–4

### Doppio maschile
Frank Hunter /  Bill Tilden hanno battuto in finale  Jacques Brugnon /  Henri Cochet con il punteggio di 1–6, 4–6, 8–6, 6–3, 6–4

### Doppio femminile
Helen Wills Moody /  Elizabeth Ryan hanno battuto in finale  Bobbie Heine /   Irene Bowder Peacock con il punteggio di 6–3, 6–2

### Doppio misto
Elizabeth Ryan /  Frank Hunter hanno battuto in finale  Kathleen McKane Godfree /  Leslie Godfree 8–6, 6–0